# Solution .45
Solution .45 var ett svenskt melodisk death metal/alternativ metal-band från Skövde grundat 2007 av gitarristen Jani Stefanovic (Miseration, Divinefire, Essence of Sorrow). Med i bandet fanns även sångaren Christian Älvestam (Miseration, The Few Against Many, tidigare Scar Symmetry etc.), gitarristen Ronnie Björnström (Defiatory, Ill-Wisher, Taedeat, tidigare Aeon etc.) och trummisen Rolf Pilve (Miseration, Essence of Sorrow, Stratovarius). 

## Medlemmar

### Senaste medlemmar
- Christian Älvestam – sång, keyboard (2007–2024)
- Jani Stefanovic – gitarr, basgitarr, keyboard (2007–2024)
- Rolf Pilve – trummor (2007–2024)
- Ronnie Björnström – gitarr (2016–2024)
- Henric Liljesand – bas (2023–2024)

### Tidigare medlemmar
- Mikko Härkin – keyboard (2007–2010)
- Anders Edlund – basgitarr (2007–2012)
- Tom "Tomma" Gardiner – gitarr (2007–2014)
- Patrik Gardberg – gitarr, keyboard (2010–2016)

## Diskografi

### Demoinspelningar
- Demo (2008)
- Demo Teaser (2008)

### Studioalbum
- For Aeons Past (2010; AFM Records)
- Nightmares in the Waking State: Part I (2015; AFM Records)
- Nightmares in the Waking State: Part II (2016; AFM Records)

### Singlar
- "Clandestinity Now" (2009)
- "Perfecting the Void" (2015)
- "Winning Where Losing Is All" (2015)
- "The Faint Pulse of Light" (2016)